# Classification internationale des brevets
Pour les articles homonymes, voir CIB et IPC.
La classification internationale des brevets ou CIB (en anglais, International Patent Classification ou IPC), créée par l’Arrangement de Strasbourg de 1971, est un système hiérarchique de classement des brevets selon les différents domaines technologiques auxquels ils appartiennent. La classification a pour objet premier de constituer un outil efficace de recherche des documents de brevet, utilisable par les offices de brevets (pour déterminer la nouveauté et apprécier l’activité inventive) et les autres utilisateurs (veille technologique). L’Organisation mondiale de la propriété intellectuelle (OMPI) administre l’Arrangement de Strasbourg.
La CIB divise la technologie en huit sections comptant environ 70 000 subdivisions. À chaque subdivision est attribué un symbole consistant en des chiffres arabes et des caractères latins, par exemple A01B 1/00. Les huit sections portent les titres suivants :
A: Nécessités courantes de la vie
B: Techniques industrielles; transports
C: Chimie; métallurgie
D: Textiles; papier
E: Constructions fixes
F: Mécanique; éclairage; chauffage; armement; sautage
G: Physique
H: Électricité

## Histoire
La classification fait l’objet d’une révision périodique destinée à améliorer le système et à tenir compte de l’évolution des techniques.
Le texte de la première édition de la classification a été établi en vertu des dispositions de la Convention européenne sur la classification internationale des brevets d’invention de 1954. À la suite de la signature de l’Arrangement de Strasbourg, la classification internationale (européenne) des brevets d’invention qui avait été publiée le 1er septembre 1968 était, au 24 mars 1971, considérée comme la première édition de la classification et désignée comme telle.
La première édition de la classification est restée en vigueur du 1er septembre 1968 au 30 juin 1974. Les deuxième à septième éditions se sont succédé, tous les cinq ans, de 1974 à 2005.
À la suite de la réforme de la CIB, à partir de 2006, la classification a été divisée en deux niveaux, le niveau de base et le niveau élevé. 
- Pour chaque édition du niveau de base, l’année d’entrée en vigueur est indiquée. La CIB-2006 était en vigueur du 1er janvier 2006 au 31 décembre 2008. La CIB-2009 est entrée en vigueur le 1er janvier 2009.
- Pour chaque nouvelle version du niveau élevé de la CIB, l’année et le mois d’entrée en vigueur de cette version sont indiqués, par exemple CIB-2008.01.